# Heterachthes spilotus
Heterachthes spilotus là một loài bọ cánh cứng trong họ Cerambycidae.